# Eric Hoffer

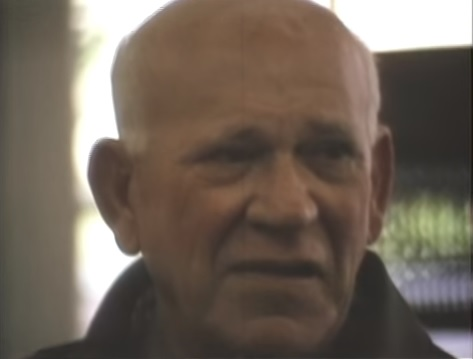
Eric Hoffer, 1967

Eric Hoffer (* 25. Juli 1902 in New York City; † 21. Mai 1983 in Kalifornien) war ein sozialkritischer US-amerikanischer Philosoph und Autor. Seine Ideen hat er in zehn Büchern dargestellt, deren erstes, The True Believer, sowohl von ihm selbst als auch von der Kritik als sein bestes und wichtigstes angesehen wird. Im Februar 1983 wurde er von Ronald Reagan mit der Presidential Medal of Freedom ausgezeichnet.

## Leben
Hoffer wurde in New York City als Sohn elsässischer Einwanderer geboren. Mit sieben Jahren konnte er englisch und deutsch lesen, erblindete aber, nachdem seine Mutter mit ihm im Arm eine Treppe hinabgestürzt war. Im Alter von fünfzehn Jahren erlangte er sein Augenlicht zurück. Aus Angst, erneut zu erblinden, begann er so viel wie möglich zu lesen. Er verlor sein Augenlicht nicht, behielt aber die Angewohnheit, viel zu lesen, sein Leben lang bei.
Nach dem frühen Tod seiner Eltern suchte Hoffer eine Beschäftigung, die ihm genug Zeit zum Lesen lassen würde. Er begab sich nach Kalifornien, wo er (nach Gerüchten) aus medizinischen Gründen nicht zum Militärdienst zugelassen wurde. Seine tiefe Ablehnung des Nationalsozialismus motivierte ihn, im San Francisco Naval Shipyard am Bau von Kriegsschiffen mitzuarbeiten. Während dieser Zeit begann er seine lebenslange Angewohnheit, sich neben seiner Tätigkeit als Gelegenheitsarbeiter (später in der Landwirtschaft, als Goldsucher oder Hafenarbeiter) umfassend literarisch zu bilden. Nachdem er eher zufällig die Essays von Michel de Montaigne in einer Gebrauchtbuchhandlung gefunden hatte, fühlte er sich zum Schreiben berufen.

## Hoffers Philosophie der Massenbewegungen
Hoffer war einer der ersten, die das Selbstwertgefühl als von zentraler Bedeutung für das psychische Wohlbefinden des Einzelnen betrachtete. Im Gegensatz zum heute betonten Nutzen eines hohen Selbstwertes betrachtete Hoffer die Folgen eines mangelnden Selbstwertes. Er versuchte, die Ursachen totalitärer Massenbewegungen (exemplarisch in Hitlers Nationalsozialismus und Stalins Sowjetkommunismus) aus der psychischen Struktur der jeweiligen Anhänger zu verstehen. Allgemein sah er Fanatismus und Selbstgerechtigkeit durch Unsicherheit und Selbstzweifel hervorgerufen. Wie er in The True Believer ausführt, kompensieren nach seinen Beobachtungen Menschen die Inhaltsleere des eigenen Lebens durch eine leidenschaftliche Hinwendung an die äußere Welt oder eine Führerperson oder -ideologie. Obwohl Hoffer seine Vorstellungen in erster Linie an den totalitären Massenbewegungen seiner Zeit entwickelte, charakterisierte er auch weniger extreme Bewegungen religiöser oder politischer Ausrichtung als Anlaufpunkt unsicherer Menschen.
Hoffers Thesen waren ohne jegliche Anlehnung an die psychologischen Lehren seiner Zeit (Freud'sche Psychologie). Bewunderer von Hoffers Ideen schreiben seiner Unabhängigkeit von der akademischen Welt und der Freiheit von Zwängen die Originalität seiner Ideen zu.

## Hoffer und die „Intellektuellen“
Hoffer war zu seiner Zeit einer der den USA zugeneigtesten Schriftsteller. Er verstand sich nicht als „Intellektueller“, insbesondere da er die Bezeichnung negativ für anti-amerikanische Akademiker verstand. Seiner Ansicht nach waren Akademiker in erster Linie machthungrig und kompensierten die ihnen in demokratischen Staaten (aber nicht totalitären Staaten) verweigerte Macht, indem sie sich durch übertriebene Kritik wichtig machten.
Hoffer selbst sah seine eigene Herkunft aus einem bescheidenen Milieu als ermutigend. Er sah sich selbst als Außenseiter und verstand Außenseiter als Vorreiter der Gesellschaft. Obwohl er links eingestellten Akademikern deutlich kritisch gegenüberstand, kann man ihn nicht als Konservativen bezeichnen. Er stand außerhalb der Strömungen seiner Zeit und verstand sich als Hafenarbeiter, dessen Schreiben aus seinen Lebensumständen hervorgebracht worden sei. Vielleicht verband ihn deshalb mit einer anderen großen Außenseiterin des akademischen Betriebs, Hannah Arendt, eine besondere Sympathie.

## Werke
- The True Believer: Thoughts on the Nature of Mass Movements, 1951
- The Passionate State of Mind, 1955 (Aphorismen)
- The Ordeal of Change, 1963 (dt. Die Angst vor dem Neuen)
- The Temper of Our Time, 1967 (dt. Der Gegenwart den Puls gefühlt)
- Israel's Peculiar Position, 1968.[2] (dt. Israels eigenartige Lage)
- Working and Thinking on the Waterfront, 1969
- Reflections on the Human Condition, 1973
- In Our Time, 1976
- First Things, Last Things, 1979
- Before the Sabbath, 1979
- Truth Imagined, 1983

deutsche Ausgaben:
- Der Fanatiker. Eine Pathologie des Parteigängers, Reinbek bei Hamburg: Rowohlt 1965
- Die Angst vor dem Neuen. Freiheit als Herausforderung und Aufgabe, Reinbek b. Hamburg: Rowohlt 1968
- Der Fanatiker und andere Schriften, Frankfurt am Main: Eichborn 1999, Reihe Die Andere Bibliothek, ISBN 978-3-8218-4180-9.